# Момчине (ТВ филм)
„Момчине” је југословенски ТВ филм из 1975. године. Режирао га је Александар Ђорђевић а сценарио је написао Новак Новак.

## Улоге
| Глумац                   | Улога             |
| ------------------------ | ----------------- |
| Мија Алексић             | Лаза Лазић        |
| Драгутин Добричанин      | Баћко             |
| Предраг Цуне Гојковић    |                   |
| Злата Петковић           |                   |
| Миодраг Петровић Чкаља   | Сретен Сретеновић |
| Предраг Живковић Тозовац |                   |